# Linha 1 do VLT da Cidade do México
A Linha 1: Tasqueña ↔ Xochimilco é a única linha em operação da VLT da Cidade do México, inaugurada no dia 1º de agosto de 1986. Estende-se por cerca de 13,04 km.
Possui um total de 18 estações em operação, das quais todas são superficiais. A Estação Tasqueña possibilita integração com as linhas do Metrô da Cidade do México.
A linha, operada pelo Servicio de Transportes Eléctricos de la Ciudad de México (STECDMX), registrou um movimento de cerca de 1,993 milhões de passageiros em janeiro de 2023. Atende às seguintes demarcações territoriais da Cidade do México: Coyoacán, Tlalpan e Xochimilco.

## Trechos
A Linha 1, ao longo dos anos, foi sendo ampliada à medida que novos trechos eram entregues. A tabela abaixo lista cada trecho construído, junto com sua data de inauguração, o número de estações inauguradas e o número de estações acumulado:
| Trecho                            | Inauguração            | N.º de estações entregue             | N.º de estações acumulado |
| --------------------------------- | ---------------------- | ------------------------------------ | ------------------------- |
| Tasqueña ↔ Estadio Azteca         | 1º de agosto de 1986   | 10                                   | 10                        |
| Estadio Azteca ↔ Francisco Goitia | 29 de novembro de 1988 | 4 (mais 3 foram inauguradas em 1993) | 14 (17 após 1993)         |
| Francisco Goitia ↔ Xochimilco     | 14 de setembro de 1995 | 1                                    | 18                        |

## Estações
| Nome                                | Inauguração            | Demarcação territorial | Integração | Posição    | Latitude      | Longitude     |
| ----------------------------------- | ---------------------- | ---------------------- | ---------- | ---------- | ------------- | ------------- |
| Tasqueña                            | 1º de agosto de 1986   | Coyoacán               |            | Superfície | 19° 20' 36" N | 99° 08' 24" O |
| Las Torres                          | 1º de agosto de 1986   | Coyoacán               | -          | Superfície | 19° 20' 27" N | 99° 08' 36" O |
| Ciudad Jardín                       | 1º de agosto de 1986   | Coyoacán               | -          | Superfície | 19° 20' 08" N | 99° 08' 30" O |
| La Virgen                           | 1º de agosto de 1986   | Coyoacán               | -          | Superfície | 19° 19' 54" N | 99° 08' 26" O |
| Xotepingo                           | 1º de agosto de 1986   | Coyoacán               | -          | Superfície | 19° 19' 39" N | 99° 08' 21" O |
| Nezahualpilli                       | 1º de agosto de 1986   | Coyoacán               | -          | Superfície | 19° 19' 25" N | 99° 08' 17" O |
| Registro Federal                    | 1º de agosto de 1986   | Coyoacán               | -          | Superfície | 19° 19' 04" N | 99° 08' 19" O |
| Textitlán                           | 1º de agosto de 1986   | Coyoacán               | -          | Superfície | 19° 18' 46" N | 99° 08' 25" O |
| El Vergel                           | 1º de agosto de 1986   | Coyoacán               | -          | Superfície | 19° 18' 25" N | 99° 08' 34" O |
| Estadio Azteca                      | 1º de agosto de 1986   | Coyoacán               | -          | Superfície | 19° 18' 06" N | 99° 08' 49" O |
| Huipulco                            | Novembro de 1993       | Tlalpan                | -          | Superfície | 19° 17' 51" N | 99° 09' 02" O |
| Xomali                              | 29 de novembro de 1988 | Tlalpan                | -          | Superfície | 19° 17' 19" N | 99° 08' 48" O |
| Periférico/ Participación Ciudadana | Novembro de 1993       | Tlalpan                | -          | Superfície | 19° 16' 57" N | 99° 08' 23" O |
| Tepepan                             | 29 de novembro de 1988 | Xochimilco             | -          | Superfície | 19° 16' 46" N | 99° 07' 59" O |
| La Noria                            | 29 de novembro de 1988 | Xochimilco             | -          | Superfície | 19° 16' 04" N | 99° 07' 32" O |
| Huichapan                           | Novembro de 1993       | Xochimilco             | -          | Superfície | 19° 15' 52" N | 99° 07' 08" O |
| Francisco Goitia                    | 29 de novembro de 1988 | Xochimilco             | -          | Superfície | 19° 15' 38" N | 99° 06' 40" O |
| Xochimilco                          | 14 de setembro de 1995 | Xochimilco             | -          | Superfície | 19° 15' 33" N | 99° 06' 28" O |